# Titularbistum Cestrus
Cestrus (ital.: Cestro) ist ein Titularbistum der römisch-katholischen Kirche.
Es geht zurück auf ein früheres Bistum in der spätantiken römischen Provinz Isauria in Kleinasien (heute Türkei). Das Bistum gehörte der Kirchenprovinz Seleucia in Isauria an.
| Titularbischöfe von Cestrus |                             |                                                            |                    |                   |
| Nr.                         | Name                        | Amt                                                        | von                | bis               |
| 1                           | Wacław Hieronim Sierakowski | Koadjutorbischof in Inflanty (Livland) (Polen-Litauen)     | 30. September 1737 | 9. September 1738 |
| 2                           | Pius Vidi OFM               | Apostolischer Koadjutorvikar von Scen-Si (China)           | 24. August 1886    | 28. August 1906   |
| 3                           | Bernabé Piedrabuena         | Weihbischof in Tucumán (Argentinien)                       | 16. Dezember 1907  | 8. November 1910  |
| 4                           | Edward Denis Kelly          | Weihbischof in Detroit (USA)                               | 9. Dezember 1910   | 16. Januar 1919   |
| 5                           | Johannes Scheifes           | Weihbischof in Münster (Deutschland)                       | 7. März 1921       | 10. Oktober 1936  |
| 5                           | Edoardo Bresson SM          | Apostolischer Vikar von Nouvelle-Calédonie (Neukaledonien) | 1. Juli 1937       | 28. April 1967    |